# 前澤智
前澤 智（まえさわ とも、1987年12月10日 - ）は、日本の女性総合格闘家。青森県出身。リバーサルジム東京スタンドアウト所属。第6代DEEP JEWELSアトム級王者。2024年5月31日、ブラジリアン柔術黒帯昇格。

## 来歴
中学から大学まで柔道を学び、寝技強化で始めたブラジリアン柔術がきっかけで総合格闘技の道へと進む。
2012年9月22日、プロデビュー戦をJEWELSで長野美香と行い、腕ひしぎ十字固めで一本負け。
2017年12月3日、DEEP JEWELS 18でSARAMIとDEEP JEWELSアトム級王座挑戦者決定戦で対戦し、判定負けを喫した。
2018年12月1日、DEEP JEWELS 22のDEEP JEWELSアトム級タイトルマッチで王者の黒部三奈に挑戦。互角の打ち合いを繰り広げ、2-1のスプリット判定で勝利。通算3度目の対戦にして黒部から初勝利を挙げるとともに、王座の獲得に成功した。
2019年3月9日、DEEP JEWELS 23で浅倉カンナと対戦し、判定負けを喫した。
2019年7月28日、RIZIN初出場となったRIZIN.17でROAD FCアトム級王者のハム・ソヒと対戦し、スタンドでカウンターの膝蹴りをボディーにもらい崩れ落ちたところに、さらに膝蹴りの連打を受けTKO負けを喫した。
2019年10月22日、DEEP JEWELS 26のDEEP JEWELSアトム級タイトルマッチで挑戦者の富松恵美と対戦し、判定勝ちを収め、王座の初防衛に成功した。
2020年8月9日、RIZIN.22で前RIZINスーパーアトム級王者の浜崎朱加と対戦し、2Rにアームロックで一本負けを喫した。
2020年10月31日、引退試合として出場したDEEP JEWELS 30のDEEP JEWELSアトム級タイトルマッチで挑戦者の青野ひかると対戦。1Rにテイクダウンから攻められるなど劣勢であったが、3Rにギロチンチョークで逆転の一本勝ちを収め、2度目の王座防衛に成功した。試合後、リング上で引退セレモニーが行われた。

## 人物・エピソード
- フジテレビ、ザ・細かすぎて伝わらないモノマネに出演し、アマレス兄弟とコラボで子供の頃の吉田沙保里を演じた。
- スヌーピーが好き。

## 戦績

### 総合格闘技
| 総合格闘技 戦績 | 総合格闘技 戦績 | 総合格闘技 戦績 | 総合格闘技 戦績 | 総合格闘技 戦績 | 総合格闘技 戦績 | 総合格闘技 戦績 |
| --------------- | --------------- | --------------- | --------------- | --------------- | --------------- | --------------- |
| 25 試合         | (T)KO           | 一本            | 判定            | その他          | 引き分け        | 無効試合        |
| 14 勝           | 2               | 3               | 9               | 0               | 0               | 0               |
| 11 敗           | 3               | 3               | 5               | 0               | 0               | 0               |

| 勝敗 | 対戦相手             | 試合結果                        | 大会名                                                 | 開催年月日     |
| ○    | 青野ひかる           | 3R 0:57 ギロチンチョーク        | DEEP JEWELS 30 【DEEP JEWELS アトム級タイトルマッチ】  | 2020年10月31日 |
| ×    | 浜崎朱加             | 2R 1:04 アームロック            | RIZIN.22 - STARTING OVER -                             | 2020年8月9日   |
| ○    | 富松恵美             | 5分3R終了 判定5-0               | DEEP JEWELS 26 【DEEP JEWELS アトム級タイトルマッチ】  | 2019年10月22日 |
| ×    | ハム・ソヒ           | 1R 3:14 TKO（グラウンドキック） | RIZIN.17                                               | 2019年7月28日  |
| ×    | 浅倉カンナ           | 5分3R終了 判定0-3               | DEEP JEWELS 23                                         | 2019年3月9日   |
| ○    | 黒部三奈             | 5分3R終了 判定2-1               | DEEP JEWELS 22 【DEEP JEWELS アトム級タイトルマッチ】  | 2018年12月1日  |
| ○    | パク・ジョンウン     | 5分3R終了 判定3-0               | DEEP JEWELS 21                                         | 2018年9月16日  |
| ○    | 齋藤裕子             | 5分2R終了 判定3-0               | DEEP JEWELS 19                                         | 2018年3月10日  |
| ×    | SARAMI               | 5分3R終了 判定0-3               | DEEP JEWELS 18 【DEEP JEWELSアトム級王座挑戦者決定戦】 | 2017年12月3日  |
| ○    | 桐生祐子             | 5分2R終了 判定3-0               | DEEP 80 IMPACT                                         | 2017年10月21日 |
| ○    | イ・イェジ           | 5分2R終了 判定2-0               | Road FC 041                                            | 2017年8月12日  |
| ×    | SARAMI               | 2R 4:46 TKO（パウンド）         | DEEP JEWELS 16                                         | 2017年5月20日  |
| ○    | 富松恵美             | 3R 1:24 リアネイキドチョーク    | DEEP JEWELS 14                                         | 2016年11月3日  |
| ×    | 黒部三奈             | 5分2R終了 判定0-3               | DEEP JEWELS 13                                         | 2016年8月27日  |
| ○    | 華麗DATE             | 1R 2:03 TKO（パウンド）         | DEEP JEWELS 12                                         | 2016年6月5日   |
| ×    | SARAMI               | 5分2R終了 判定0-3               | DEEP JEWELS 8 【DEEP JEWELS フェザー級GP 準決勝】      | 2015年5月31日  |
| ○    | 関友紀子             | 5分2R終了 判定3-0               | DEEP JEWELS 7 【DEEP JEWELS フェザー級GP 1回戦】       | 2015年2月21日  |
| ○    | アミバ               | 5分2R終了 判定3-0               | DEEP JEWELS 6                                          | 2014年11月3日  |
| ×    | コートニー・ケイシー | 1R 0:39 TKO（コーナーストップ） | PXC 44                                                 | 2014年6月27日  |
| ○    | Briko                | 5分2R終了 判定3-0               | DEEP JEWELS 4                                          | 2014年5月18日  |
| ○    | 茂木康子             | 1R 2:19 TKO                     | DEEP 64 IMPACT                                         | 2013年12月22日 |
| ○    | ソン・ヒョギョン     | 1R 腕ひしぎ十字固め             | GLADIATOR 64                                           | 2013年10月27日 |
| ×    | 黒部三奈             | 1R 1:49 リアネイキドチョーク    | JEWELS 23rd RING                                       | 2013年3月30日  |
| ×    | 石川菊代             | 5分2R終了 判定0-3               | JEWELS 22nd RING                                       | 2012年12月15日 |
| ×    | 長野美香             | 2R 3:37 腕ひしぎ十字固め        | JEWELS 21st RING                                       | 2012年9月22日  |

### グラップリング
| 勝敗 | 対戦相手               | 試合結果                 | 大会名                         | 開催年月日   |
| ×    | エルバイラ・カルピネン | 1R 3:26 腕ひしぎ十字固め | QUINTET FIGHT NIGHT 3 in TOKYO | 2019年4月7日 |
| ×    | 向奈都美               | 1R 3:30 アームロック     | DEEP JEWELS 11                 | 2016年3月6日 |

## 獲得タイトル
- 第6代DEEP JEWELSアトム級王座（2018年）